# Militärstützpunkt Sde Teiman
Der Militärstützpunkt Sde Teiman liegt zehn Kilometer nordwestlich der Stadt Beʾer Scheva in der Wüste Negev. Er ist eine Einrichtung der israelischen Streitkräfte. Seit den 1950er Jahren waren verschiedene Militäreinheiten im Stützpunkt stationiert. Auf dem Stützpunkt befindet sich eine Kommandozentrale, ein Fahrzeugdepot und ein Standort der Militärpolizei. An den Stützpunkt grenzt südöstlich der Flugplatz Be’er Scheva an. Im Krieg in Israel und Gaza seit 2023 wurde der Stützpunkt als improvisiertes Gefangenenlager für Palästinenser ausgebaut.

## Militärstützpunkt

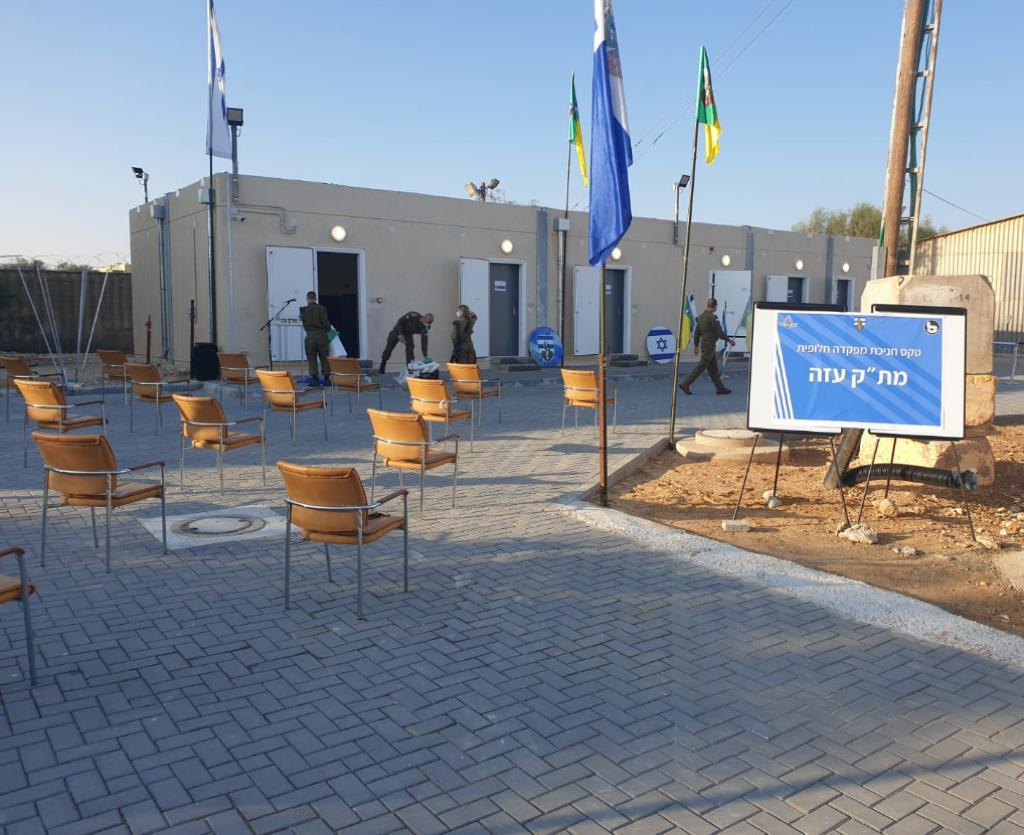
Eine Kommandozentrale der sogenannten Koordinierungs- und Verbindungsdirektion Gaza der israelischen Streitkräfte auf dem Militärstützpunkt, aufgenommen bei der Eröffnung 2021.

Auf dem Stützpunkt ist seit 2020 unter anderem die Jerusalem-Brigade des israelisches Südkommandos stationiert.
Der Stützpunkt umfasst eine Kommandozentrale und ein Depot für Militärfahrzeuge. Auf dem Stützpunkt befindet sich ein Standort der Militärpolizei. Während verschiedenen Kriegen zwischen Israel und der Hamas hielt das Militär zeitweise eine geringe Anzahl an Menschen aus dem Gazastreifen gefangen, da der Stützpunkt nahe des Gebiets liegt und die Militärpolizei für Militärgefängnisse zuständig ist.
Die Basis sollte als eine Logistikzentrale ausgebaut werden, in der fünf logistische Einrichtungen für Kampfausrüstung, Treibstoff, Ersatzteile, Nahrung und medizinische Ausrüstung zusammengeführt werden sollten, dafür waren im Jahr 2018 die Arbeiten im Gange.

## Gefangenenlager
Auf dem Stützpunkt wurde nach Beginn des Krieges in Israel und Gaza 2023 ein Gefangenenlager für Palästinenser eingerichtet. Israel bezeichnet die Inhaftierten als ungesetzliche Kombattanten. Zunächst wurden Palästinenser, die während des Angriffs der Hamas auf Israel ab dem 7. Oktober 2023 in Israel gefangen genommen wurden, nach Sde Teiman gebracht und in einer leeren Halle für Panzer festgehalten. Nach dem Beginn der militärischen Aktivitäten Israels im Gazastreifen Ende Oktober 2023 wurden derartig viele Gefangene auf den Stützpunkt gebracht, dass drei weitere Hangars als Gefängnisse umfunktioniert wurden und ein Büro der Militärpolizei für Verhöre herhielt. Im Mai 2024 waren neben den Hangars auch Zelte zur Behandlung durch Militärärzte und ein weiterer abgetrennter Bereich unter der Kontrolle des Geheimdienstes Schin Bet Teil des Gefangenenlagers.

### Internierung von Palästinensern
Die Leiter des Stützpunktes gaben an, dass rund 70 Prozent der Palästinenser auf dem Gelände gefangen gehalten wurden, nachdem sie verhört wurden. In einer Investigativreportage schrieb die New York Times, dass bis Mai 2024 mindestens 1200 Menschen als Zivilisten identifiziert wurden, und ohne Anklage oder Kompensation in den Gazastreifen zurückgebracht wurden. Die Zeitung berichtete, dass den Gefangenen bis zu 75 Tage lang keine Möglichkeit gegeben wurde, sich vor einem Richter zu verteidigen und bis zu 90 Tage lang keine Vertretung durch einen Anwalt zugestanden wurde. Zudem sei der Aufenthaltsort der Gefangenen vor Interessensvertretungen und dem Internationalen Roten Kreuz geheim gehalten worden. Bis Mai 2024 starben von insgesamt rund 4.000 Gefangenen 35 in der Einrichtung oder in Krankenhäusern in Israel. Das Militär gibt an, sie seinen an Verletzungen gestorben, die aus der Zeit vor der Internierung datierten. Militärermittler untersuchten laut New York Times die Todesfälle.
Im Juli 2024 verlegte das israelische Militär auf Anweisung der Regierung 140 Gefangene in das Gefängnis Ketziot. Die Regierung gab bekannt, das Gefangenenlager in Sde Teiman abbauen zu wollen. Dem war eine Petition der Vereinigung für Bürgerrechte in Israel an das Oberste Gericht Israels vorausgegangen. Im August 2024 forderte das Gericht die Regierung auf, darzulegen, warum die Zugangsverweigerung für das Rote Kreuz nicht illegal sei.

### Foltervorwürfe
Das Militärgefangenenlager Sde Teiman geriet wiederholt wegen brutaler Haftbedingungen und Foltervorwürfe in die Schlagzeilen. Im Februar 2025 verurteilte ein israelisches Gericht einen Soldaten wegen der Vorfälle zu einer Haftstrafe ohne Bewährung. Der IDF-Ankläger erhob im Februar 2025 Klage gegen fünf weitere Beteiligte, diese Gerichtsprozesse sind bis Mai 2025 zu keinem Urteil gekommen.
Im April 2024 forderten Menschenrechtsorganisationen den Militärgeneralanwalt auf, das Gefangenenlagers wegen seiner unmenschlichen Bedingungen sofort zu schließen. Menschenrechtler forderten im Mai 2024 beim Obersten Gericht Israels erfolglos seine Schließung. Seit Beginn des Gazakriegs waren bis zu 1.400 Palästinenser aus dem Gazastreifen dort zeitgleich inhaftiert.
Ehemalige Inhaftierte berichteten in Interviews mit dem amerikanischen Fernsehsender CNN und der New York Times über Folter. Misshandlungen wurden auch von medizinischem Personal der Einrichtung in Interviews mit beiden Medien bestätigt. Das israelische Militär stritt dies ab. Die Streitkräfte bestätigten, dass einige Gefangene über längere Zeiträume gefesselt mit verbundenen Augen festgehalten würden, dies sei jedoch zum Schutz des israelischen Personals notwendig und daher rechtens.
Im April 2024 erhielt Haaretz einen Brief eines Arztes aus einem Feldlazarett in Sde Teiman, der an den Generalstaatsanwalt, den Verteidigungsminister und den Gesundheitsminister Israels gerichtet war. Der Arzt schrieb, dass „Insassen durch Strohhalme gefüttert, in Windeln machen und in ständigen Fesseln gehalten werden, was gegen medizinische Ethik und das Gesetz verstößt“. Der Arzt behauptete, dass unzureichende Versorgung zu Komplikationen und Todesfällen führten, und beschrieb Amputationen aufgrund von Handschellenverletzungen als „Routine“. Eine separate medizinische Quelle, die Sde Teiman besucht hatte, charakterisierte auch eine systematische Entmenschlichung der Gefangenen und behauptete, dass Beamte angewiesen wurden, nicht die Namen der Gefangenen, sondern ihre Seriennummern zu verwenden.
Im Mai 2024 sprachen drei anonyme israelische Mitarbeiter des Lagers mit CNN als Whistleblower und bestätigten sowie erweiterten Berichte über Missbrauch und schlechte Bedingungen. Die Whistleblower beschrieben Gehege, in denen den Gefangenen die Augen verbunden sind und sie nicht sprechen oder sich bewegen dürfen. Bilder, die an CNN durchgesickert sind, zeigen Reihen von Männern in grauen Trainingsanzügen mit Augenbinden, die jeweils auf einer außergewöhnlich dünnen Matratze sitzen, umgeben von einem Stacheldrahtzaun.
Im Juni 2024 berichtete der Der Spiegel über ehemalige Gefangene, die während ihrer Internierung Opfer von sexualisierter Gewalt geworden seien. Mohammed Abu Selmia, Direktor des Al-Schifa-Krankenhauses berichtete im British Medical Journal nach seiner Internierung in Sde Teiman, dass es systematische Misshandlungen und Folterhandlungen an den Gefangenen gebe, sowie medizinische Hilfe verweigert würde. Israelische Soldaten missachteten seiner Meinung nach das humanitäre Völkerrecht. Im Juli 2024 veröffentlichte die Menschenrechtsorganisation Amnesty International einen Bericht über Folter und Misshandlungen an Gefangenen in Sde Teiman. Amnesty interviewte ein 14-jähriges Kind, das angab, geschlagen, mit Zigaretten verbrannt und mit verbundenen Augen und gefesselten Händen festgehalten worden zu sein. Die Organisation forderte Israel auf, die unbefristete Inhaftierung von Palästinensern aus dem Gazastreifen und die „zügellose Folter“ zu beenden.
Ende Juli 2024 wurde ein Video aus dem Internierungslager israelische Nachrichten-Fernsehsender N12 veröffentlicht, das zeigen soll, wie Soldaten einen palästinensischen Gefangenen in einer Gruppenvergewaltigung mit einer Metallstange foltern, wodurch er schwere Verletzungen am Anus, am Mastdarm, an der Lunge und gebrochene Rippen davongetragen haben soll. Laut der Anklage der Militärstaatsanwaltschaft gegen fünf israelische Reservisten ereignete sich der Vorfall am 5. Juli 2024, sie basiert auf medizinischen Aufzeichnungen sowie Aufnahmen der Sicherheitskameras.
Die Veröffentlichung ereignete sich, nachdem neun Soldaten, die der Folter verdächtigt wurden, zur Befragung festgenommen worden waren. National-religiöse Aktivisten und mehrere Parlamentarier, darunter der Minister für Kulturerbe, Amihai Eliyahu, drangen daraufhin aus Protest in den Stützpunkt Sde Teiman ein, um die Soldaten vor der Festnahme durch die Militärpolizei zu schützen. Danach zogen die Protestierenden zur Militärbasis Beit Lid im Westjordanland, dem Hauptquartier der Militärpolizei Israels. Dort waren die Verdächtigen zum Verhör gebracht worden. Teile der israelischen Regierung äußerten sich, die Ermittlungen seien ein „Verrat an der Armee“. Die Tagesschau zitierte eine Nachricht des rechtsextremen israelischen Finanzministers Bezalel Smotrich, in der er schrieb, dass die verdächtigten Soldaten Helden seien, denen Ehre erwiesen werden solle.
Strafen für mit anderen Sprechen umfassten Schläge und dass die Gefangenen ihre Hände in einer Stressposition heben müssen, manchmal mit Kabelbindern an einem Zaun befestigt. Ein freigelassener Gefangener berichtete, dass Wachen routinemäßige Durchsuchungen mit Hunden und Schallgranaten durchführen, während die Gefangenen schliefen und beschrieb das als „nächtliche Folter“. Die Whistleblower bestätigten frühere Berichte über verletzte Gefangene, die physisch an Betten gefesselt waren, Windeln trugen, durch Strohhalme gefüttert wurden und Augenbinden trugen. Sie behaupteten außerdem, dass medizinische Eingriffe häufig von unqualifizierten Mitarbeitern durchgeführt werden und oft ohne Betäubung erfolgen. Laut den Whistleblowern wurde dem medizinischen Team gesagt, keine Behandlungen zu dokumentieren oder Papiere zu unterzeichnen, was die Berichterstattung von April 2024 von Physicians for Human Rights in Israel bestätigt, wonach Anonymität eingesetzt wird, um potenzielle Untersuchungen zu behindern.